# Onychodiaptomus louisianensis
Onychodiaptomus louisianensis là một loài giáp xác trong họ Diaptomidae.